# Skrytoszczękie
Skrytoszczękie (Entognatha) – gromada stawonogów z grupy sześcionogów (Hexapoda), będąca taksonem siostrzanym owadów. Skrytoszczękie najczęściej żyją w glebie, ściółce, a rzadziej na powierzchniach porośniętych trawą. Narządy gębowe mają typu gryzącego lub ssącego i są one umieszczone w głębi głowy, a na zewnątrz występują jedynie ich zakończenia. W skład odwłoka wchodzi prawie pełny zestaw segmentów (10-11) i tylko u skoczogonków liczba ich zmniejsza się do sześciu. Zachowały się jako przekształcone widełki skoczne u skoczogonków lub rudymentarne odnóża odwłokowe. Nie posiadają one oczu złożonych. Natomiast układ oddechowy rozwinięty jest bardzo słabo lub w ogóle nie występuje, wówczas oddychają całą powierzchnią ciała. Nie mają skrzydeł. Ich rozwój zachodzi bez przeobrażenia. U pierwogonków obserwuje się obecność anamorfozy. Wśród skrytoszczękich żyjących w glebie i ściółce znajdują się liczne gatunki aktywnie uczestniczące w procesach glebotwórczych. Niektóre skoczogonki są szkodnikami traw i upraw warzywnych.